# Eulimella bogii
Eulimella bogii é uma espécie de molusco pertencente à família Pyramidellidae.
A autoridade científica da espécie é van Aartsen, tendo sido descrita no ano de 1995.
Trata-se de uma espécie presente no território português, incluindo a zona económica exclusiva.